# Put Your Soul on Your Hand and Walk
Put Your Soul on Your Hand and Walk ist ein Dokumentarfilm der Regisseurin Sepideh Farsi. Er zeigt das Leben und Überleben in Gaza während der anhaltenden israelischen Blockade und der Militärangriffe, am Beispiel einer dort lebenden jungen Frau, die regelmäßig per Videokonferenz mit der Filmemacherin kommuniziert. Der Dokumentarfilm ist eine französisch-palästinensisch-iranische Koproduktion und feierte Mitte Mai 2025 bei den 78. Internationalen Filmfestspielen von Cannes, in der Parallelsektion Association du cinéma indépendant pour sa diffusion (ACID) für „unabhängige Filme“, seine Weltpremiere.
Die palästinensische Fotojournalistin Fatima Hassouna, die Protagonistin des Films, wurde am 16. April 2025, einen Tag nachdem der Film für die Filmfestspiele von Cannes ausgewählt worden war, zusammen mit mehreren Mitgliedern ihrer Familie durch israelische Raketen getötet.

## Produktion
Da die Filmemacher nicht nach Gaza einreisen konnten, wendeten sie sich an Fatima Hassouna, eine junge Fotografin im Norden des Gebiets, um das Leben unter israelischer Belagerung zu dokumentieren. Im April 2024 war Sepideh Farsi nach Kairo gereist, wo sie palästinensische Flüchtlinge in der ägyptischen Hauptstadt filmte. Dort erzählte ihr ein Mann, der gerade Gaza verlassen hatte, von Fatima Hassouna, einer „brillanten und talentierten jungen Fotografin“. Die Regisseurin nahm Kontakt mit Hassouna auf und bereits nach zwei Gesprächen mit ihr entstand die Idee, einen Film aus ihrer Sicht zu drehen, über ihr Leben und das der in dem bombardierten Küstenstreifen eingeschlossenen Menschen. Der Film basiert auf diesem fast einjährigen Videoaustausch mit der Fotojournalistin. Gelegentlich werden die aufgenommenen Videogespräche durch kurze, kontextualisierende Nachrichtenmeldungen oder Einblendungen von Hassounas Fotos des Kriegs in Gaza ergänzt. In der letzten Unterhaltung erfährt Hassouna, dass der Film in Cannes gezeigt werden wird; dies führt zu einem Gespräch darüber, ob Hassouna zur Premiere kommen wird („Natürlich!“, sagt sie optimistisch) und diese Reise vielleicht als Gelegenheit nutzen wird, Gaza für immer zu verlassen. Hassouna lehnt höflich ab und besteht darauf, dass Gaza ihre Heimat ist, auch wenn dort alles der Zerstörung und dem Tod zum Opfer fällt.
Der Film wurde von Javad Djavahery von Rêves d’Eau Productions und Annie Ohayon Dekel von 24images produziert. Der Film soll am 24. September 2025 im Verleih von New Story in die französischen Kinos kommen. Für die englischen und irischen Kinos wurde der 22. August 2025 als Startdatum angesetzt.

## Rezeption
Ein im Vorfeld der Cannes-Eröffnungsfeier publizierter offener Brief, der Hassounas Tötung verurteilte und die „Passivität“ und das „Schweigen“ der Filmbranche hinsichtlich der Ereignisse in Gaza anprangerte, wurde von mehr als 350 Schauspielern, Regisseuren und Produzenten unterzeichnet – darunter Richard Gere, Susan Sarandon, Joaquin Phoenix, Guillermo del Toro, Guy Pearce, Ralph Fiennes, David Cronenberg, Viggo Mortensen und Javier Bardem. Juliette Binoche, Jury-Präsidentin bei den Filmfestspielen, sagte, Künstler hätten eine Verpflichtung, für andere zu sprechen; sie gedachte der israelischen Geiseln und ehrte Hassouna mit den Worten: „Sie hätte heute Abend hier bei uns sein sollen. […] Kunst bleibt bestehen. Sie ist ein kraftvolles Zeugnis unseres Lebens und unserer Träume, und wir, das Publikum, nehmen sie uns zu Herzen.“ Binoche fügte ihren Namen in der Folge ebenfalls dem offenen Brief hinzu, zusammen mit weiteren Künstlern.
Die Rezension in The Hollywood Reporter bezeichnete den Film als das „intime Porträt einer begabten jungen Frau […] letztlich weniger ein dokumentarisches Exposé als ein Stück ungefiltertes Beweismaterial, das Zeugnis von einer Tragödie ablegt, die sich zum Zeitpunkt des Schreibens dieser Rezension noch immer entfaltet. Der Film und Hassonas augenöffnende Fotografien werden eines Tages in Geschichtsbücher eingehen, die detailliert beschreiben, was in Gaza geschehen ist – und im weiteren Sinne auch darüber Auskunft geben, was mit unserer Zivilisation geschehen ist“.
Screen Daily kommentierte: „In Hassonas Worten findet sich kein Anflug von Selbstmitleid, wenn sie den Tod eines Freundes oder einer Tante beschreibt, deren Kopf in einer anderen Straße als der Rest ihres Körpers gefunden wurde. Sie denkt ständig an andere und hilft, jede verfügbare Hilfe an hungrige Kinder zu verteilen. Ihr fröhlicher Optimismus im Angesicht der schrecklichen Umstände ist inspirierend […] Hassonas Optimismus ist auch noch bei ihrem letzten Videocall am 15. April 2025 intakt, als sie die Nachricht erhält, dass ihr Film in Cannes angenommen wurde. Hassona und Mitglieder ihrer Familie wurden am folgenden Tag getötet. Farsis Film steht nun als kraftvolles Denkmal für eine Frau, die sowohl gewöhnlich als auch außergewöhnlich war.“
France 24 berichtete, wenige Filme hätten bei den Filmfestspielen 2025 in Cannes mehr Aufmerksamkeit erregt als die Premiere von Put Your Soul On Your Hand and Walk, die zu Tränen und lange anhaltenden stehenden Ovationen führte.